# 日之影郵便局
日之影郵便局（ひのかげゆうびんきょく）は、宮崎県西臼杵郡日之影町にある郵便局。民営化前の分類では集配特定郵便局であった。局番号は73047。

## 概要
住所：〒882-0499 宮崎県西臼杵郡日之影町岩井川3389-4

## 沿革
- 1966年（昭和41年）2月1日 - 電話の加入および料金に関する簡易な事務を除く電話交換事務を高千穂電報電話局に移管[1]。
- 1985年（昭和60年）10月1日 - 電話の加入および料金に関する簡易な事務を高千穂電報電話局に移管。
- 1990年（平成2年）3月5日 - 見立郵便局から集配業務を移管。
- 1996年（平成8年）11月11日 - 日ノ影郵便局から日之影郵便局に改称[2]。
- 2007年（平成19年）10月1日 - 民営化に伴い、併設された郵便事業延岡支店日之影集配センターに一部業務を移管。
- 2012年（平成24年）10月1日 - 日本郵便株式会社発足に伴い、郵便事業延岡支店日之影集配センターを日之影郵便局に統合。
- 2015年（平成27年）8月23日 - 八戸郵便局から「882-03xx」区域の集配業務を移管。

## 取扱内容
- 郵便、印紙、ゆうパック、内容証明
- 貯金、為替、振替、振込、国際送金、国債
- 生命保険、バイク自賠責保険
- ゆうちょ銀行ATM
- 西臼杵郡日之影町内（〒882-04xx、〒882-03xx）の集配業務

## 周辺
- 日之影町役場
- 道の駅青雲橋
- 国道218号

## アクセス
- 宮崎交通バス 日の影停留所、もしくは青雲橋停留所下車
- 駐車場あり：3台